# Jerzy Żurawlew
Jerzy Żurawlew (ngày 25 tháng 12 năm 1886 – Ngày 3 tháng 10 năm 1980) là một nghệ sĩ piano, nhạc trưởng, giáo sư người Ba Lan và người sáng lập Cuộc thi piano quốc tế Frédéric Chopin.

## Cuộc sống
Jerzy Żurawlew được sinh ra tại Rostov-on-Don ở Nga vào năm 1886. Ông học cùng với Aleksander Michałowski tại Nhạc viện Warsaw cho đến năm 1913, và tự học ở đó từ năm 1923. Năm 1916, ông thành lập một trường âm nhạc ở Minsk (nay là Bêlarut) và một trường tại Białystok năm 1920.
Ông là người sáng lập Cuộc thi piano quốc tế Frédéric Chopin tại Warsaw năm 1927.
Ông qua đời tại Warsaw năm 1980, hưởng thọ 93 tuổi.